# Jarl Forsman
Jarl Forsman (av IMDB namngiven Jarl Forsmann), född 6 april 1952, är en dansk skådespelare.
Forsman har bland annat medverkat i TV-serien Göingehövdingen och Jul med Trines mor. Han har även medverkat i filmen Kyssen.

## Filmografi (i urval)
- 1992 – Göingehövdingen (TV-serie)
- 2020 – Jul med Trines mor (TV-serie)
- 2022 – Kyssen